# Erin & Aaron
Erin & Aaron foi uma série de televisão de comédia americana criado por Dicky Murphy e exibido pela Nickelodeon em 20 de abril e 29 de junho de 2023. A série foi estrelada por Ava Ro, Jensen Gering, Pyper Braun, David S. Jung e Larisa Oleynik.
No Brasil e em Portugal, a série estreou primeiramente na Netflix (assim como a série That Girl Lay Lay) em 3 de novembro de 2023.

## Premissa
Situado em Asbury Park, meio-irmãos adolescentes com nomes semelhantes, Erin e Aaron, são forçados a aprender a viver juntos quando o pai de Erin, Chuck, se casa com a mãe de Aaron, Sylvia. Aaron tem uma irmãzinha chamada Natasha.  Por outro lado, Erin cresceu como filha única e tem problemas para compartilhar, o que causa atrito entre ela e seu novo meio-irmão.  Enquanto Erin é obstinada e impulsiva, Aaron é calmo e sensível.  Apesar de suas diferenças, os meio-irmãos compartilham uma paixão pela música. Eles começam a escrever e tocar música juntos, o que os ajuda a enfrentar os desafios de se tornar uma família mista.

## Elenco

### Principal
- Ava Ro como Erin Park, meia-irmã de Aaron que toca guitarra. Ela tem uma veia selvagem e não tem medo de falar o que pensa.
- Jensen Gering como Aaron Williams, meio-irmão de Erin que toca piano.  Ele é sensível, trabalhador e quer se tornar uma estrela pop.
- Pyper Braun como Natasha Williams, irmã mais nova de Aaron e meia-irmã mais nova de Erin. Ela é fisicamente forte e bastante manipuladora.
- David S. Jung como Chuck Park, pai de Erin e padrasto de Aaron.
- Larisa Oleynik como Sylvia Williams-Park, mãe de Aaron e madrasta de Erin.

### Recorrente
- Celia Mendez como Vivian, a melhor amiga de Erin que tem uma queda por Aaron.
- Luca Diaz como Hunter, vizinho de Erin e Aaron que tem uma queda por Erin.

## Produção
Em 8 de abril de 2020, foi anunciado que a Nickelodeon encomendou um piloto para Erin & Aaron, uma série musical de comédia para irmãos criada por Dicky Murphy. Murphy, Sean Cunningham e Marc Dworkin são os produtores executivos. Em 4 de março de 2023, foi anunciado que Larisa Oleynik como Sylvia, David S. Jung como Chuck e Pyper Braun como Natasha se juntaram a Ava Ro como Erin e Jensen Gering como Aaron no elenco principal, e que o show estrearia em  20 de abril de 2023.
Em 22 de março de 2024, foi relatado que a série foi cancelada após uma temporada.

## Episódios
| N.º | Título                             | Dirigido por          | Escrito por                                                      | Exibição original   | Exibição no Brasil | Cód. de produção | Audiência (milhões) |
| --- | ---------------------------------- | --------------------- | ---------------------------------------------------------------- | ------------------- | ------------------ | ---------------- | ------------------- |
| 1 | ASA "We Are Family"                | Wendy Faraone         | Dicky Murphy                                                     | 20 de abril de 2023 | ASA                | 101              | 0.11                |
| Erin e seu pai, Chuck, dão as boas-vindas à nova esposa de Chuck, Sylvia, e seus filhos, Aaron e Natasha. Tanto Erin quanto Aaron compartilham o amor pela música. Então, para ajudá-los a se dar bem, seus pais montaram uma sala de música para eles. No entanto, quando Erin perde seu lugar no show de talentos para Aaron, isso desencadeia uma guerra entre os meio-irmãos que termina com ela empurrando Aaron e seu piano escada abaixo. Eles finalmente admitem que estão insatisfeitos com a nova família mesclada. Isso perturba seus pais e Natasha, que os manipulou com sucesso para conseguir um minicavalo. Vendo seus pais infelizes, Erin e Aaron concordam em dividir o local da música no show de talentos. Ao descobrir que perderam seu lugar para as líderes de torcida, Erin os engana para que saiam, mas as líderes de torcida voltam e os atacam no palco. Erin, Aaron e seus amigos, Vivian e Hunter são dominados pelas líderes de torcida, mas Natasha pula no palco e os espanca. Erin e Aaron podem tocar sua primeira música juntos. Eles se tornam oficialmente uma família. - Música em destaque: "Keep Singin' It" - Estrelas convidadas: Celia Méndez, Luca Diaz e Sophia Stephens          |                                    |                       |                                                                  |                     |                    |                  |                     |
| 2 | ASA "Piano Man"                    | Wendy Faraone         | Sean W. Cunningham & Marc Dworkin                                | 20 de abril de 2023 | ASA                | 102              | 0.11                |
| Aaron realiza um funeral para seu piano que Erin destruiu ao empurrá-lo escada abaixo no episódio anterior. Erin encontra um piano semelhante à venda, mas a loja é administrada pelo Sr. Ledder, seu ex-professor de música que guarda rancor dela por quebrar seu violino durante um recital na escola primária. Ledder a acusa de ser uma assassina de instrumentos e se recusa a vender para eles. Para convencê-lo, os meio-irmãos anunciam a loja vestindo trajes embaraçosos, mas quando Aaron tropeça e destrói alguns instrumentos, Ledder proíbe os dois. Sentindo-se culpada por destruir os sonhos de seu meio-irmão, Erin elabora um plano para entrar disfarçada na loja. Enquanto seus amigos Vivian e Hunter distraem os seguranças, Erin e Aaron cantam uma música que convence Ledder de que são verdadeiros músicos. Ele permite que eles comprem o piano. Enquanto isso, depois de ser forçada a ajudar a treinar seu novo minicavalo, Natasha aproveita a técnica de treinamento para controlar seus pais e manipulá-los para fazer o que ela quiser. - Música em destaque: "Unstoppable" - Estrelas convidadas: Celia Méndez, Luca Diaz e Jared Gertner                                                    |                                    |                       |                                                                  |                     |                    |                  |                     |
| 3 | ASA "Un-break My Heart"            | Wendy Faraone         | Samantha Martin                                                  | 27 de abril de 2023 | ASA                | 104              | 0.16                |
| Aaron diz a Erin que quer que uma garota quebre seu coração para que ele possa canalizar esses sentimentos para escrever uma música de sucesso sobre término. Ele acidentalmente convida a amiga de Erin, Vivian, que já tem uma queda obsessiva por ele. Preocupada com a possibilidade de Vivian ficar com o coração partido ao descobrir que Aaron não estava procurando uma namorada de verdade, Erin arquiteta um plano para fazer Vivian terminar com Aaron primeiro. No entanto, falha e Vivian fica chateada com Erin por esconder a verdade. Sentindo-se culpado por separar Erin e Vivian, Aaron escreve uma canção de amizade sincera como um pedido de desculpas. As meninas fazem as pazes. Enquanto isso, Natasha começa a vender salgadinhos de queijo alemães ilegais chamados Das Cheezers. Declarando-se uma chefe feminina, ela manipula seus pais para fazer seu projeto de arte. Quando ela tira B+, Chuck e Sylvia convidam a professora de Natasha para convencê-la de que ela merece mais. A Sra. Nelson ameaça dar um F a Natasha por não fazer seu próprio projeto, mas ela a suborna com Das Cheezers. - Música em destaque: "I'll Be Your Friend" - Estrelas convidadas: Celia Méndez, Cyrina Fiallo |                                    |                       |                                                                  |                     |                    |                  |                     |
| 4 | ASA "Music for a Sushi Restaurant" | Evelyn Belasco        | Dicky Murphy                                                     | 4 de maio de 2023   | ASA                | 103              | 0.10                |
| - Estrelas convidadas: Celia Méndez, Luca Diaz |                                    |                       |                                                                  |                     |                    |                  |                     |
| 5 | ASA "Somebody's Watching Me"       | Evelyn Belasco        | Scott Taylor & Wesley Jermaine Johnson                           | 11 de maio de 2023  | ASA                | 105              | ASD                 |
| - Estrela convidada: Luca Diaz |                                    |                       |                                                                  |                     |                    |                  |                     |
| 6 | ASA "Born in the U.S.A."           | Mike Caron            | Nora Sullivan                                                    | 19 de maio de 2023  | ASA                | 106              | 0.13                |
| - Estrelas convidadas: Celia Méndez, Luca Diaz e Sophia Stephens |                                    |                       |                                                                  |                     |                    |                  |                     |
| 7 | ASA "Gone Country"                 | David Kendall         | Samantha Martin                                                  | 25 de maio de 2023  | ASA                | 107              | 0.16                |
| - Estrelas convidadas: Celia Méndez, Luca Diaz e Jamie Kaler |                                    |                       |                                                                  |                     |                    |                  |                     |
| 8 | ASA "Lose Yourself"                | Adam Weissman         | Scott Taylor & Wesley Jermaine Johnson                           | 1 de junho de 2023  | ASA                | 108              | 0.11                |
| - Estrelas convidadas: Celia Méndez, Luca Diaz, Brandon Severs, Cody Veith, Seph Alan e Anna LaMadrid |                                    |                       |                                                                  |                     |                    |                  |                     |
| 9 | ASA "I Want You Back"              | Leonard R. Garner Jr. | Shukri R. Abdi                                                   | 8 de junho de 2023  | ASA                | 109              | 0.10                |
| - Estrelas convidadas: Celia Méndez, Luca Diaz e Lela Hoffmeister |                                    |                       |                                                                  |                     |                    |                  |                     |
| 10 | ASA "Pictures of You"              | Robbie Countryman     | Conor Hanney                                                     | 15 de junho de 2023 | ASA                | 111              | 0.12                |
| Estrelas convidadas: Luca Diaz e Michael D. Cohen |                                    |                       |                                                                  |                     |                    |                  |                     |
| 11 | ASA "Bad Romance"                  | Jody Margolin Hahn    | Hannah Suria                                                     | 22 de junho de 2023 | ASA                | 110              | 0.10                |
| - Estrelas convidadas: Celia Méndez, Luca Diaz, Asante Boe y Pressley Hosbach |                                    |                       |                                                                  |                     |                    |                  |                     |
| 12 | ASA "Should I Stay or Should I Go" | Trevor Kirschner      | Parte 1: Sean W. Cunningham & Marc Dworkin Parte 2: Dicky Murphy | 29 de junho de 2023 | ASA                | 001              | 0.09                |
| - Canções em destaque: "Phenomenal", "Already Knew It" |                                    |                       |                                                                  |                     |                    |                  |                     |

## Avaliações
| Temporada | Episódios | Primeira exibição   | Primeira exibição   | Última exibição     | Última exibição     | Méd. audiência (milhões) |
| Temporada | Episódios | Data                | Audiência (milhões) | Data                | Audiência (milhões) | Méd. audiência (milhões) |
| --------- | --------- | ------------------- | ------------------- | ------------------- | ------------------- | ------------------------ |
| 1         | 10        | 20 de abril de 2023 | 0.11                | 29 de junho de 2023 | 0.09                | 0.12                     |